# Qusay Munir
Qusay Muneer Abboodi Al-Hussein (12 de abril de 1981) é um ex-futebolista iraquiano que atuava como defensor e médio.

## Carreira
Qusay Munir integrou o elenco da Seleção Iraquiana de Futebol, nas Olimpíadas de 2004. 